# S/y Copernicus
Copernicus – polski jacht typu Opal. Właścicielem i armatorem jachtu jest Yacht Klub Stal Gdynia.

## Historia i rejsy

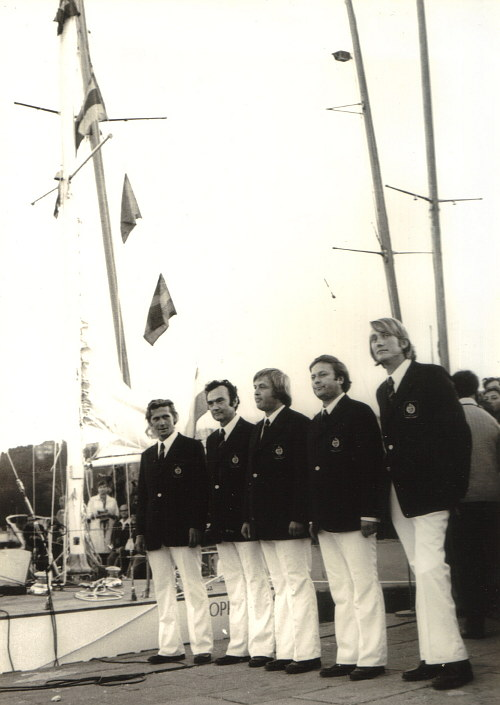
Załoga jachtu Copernicus przed regatami Whitbread 1973

Jacht „Copernicus” został zaprojektowany do udziału w regatach okołoziemskich Whitbread Round The World Race '73, Stanowił on powiększenie seryjnego Opala II tak, by uzyskać regatową wartość 33 stopy według IOR. Przeprojektowana została rufa, ster zainstalowany na skegu, zmieniono strzałkę pokładu. Drewniany kadłub „Copernicusa” zbudowany został w Gdańskiej Stoczni Jachtowej Stogi w 1973 roku przy udziale członków Yacht Klubu Stal Gdynia. Konstruktorami byli Edmund Rejewski i Wacław Liskiewicz, w projektowaniu takielunku uczestniczył też Zygfryd Perlicki.
W regatach okołoziemskich Whitbread Round The World Race '73 jacht zajął 11. miejsce. Załogę stanowili: kapitan Zygfryd Perlicki, załoga: Zbigniew Puchalski, Bogdan Bogdziński, Ryszard Mackiewicz, Bronisław Tarnacki.
Po zakończeniu regat jacht służył i służy celom statutowym Yacht Klubu Stal Gdynia, w tym szkoleniu żeglarskiemu, organizowaniu rejsów i częściowo czarterom. Pływa po Bałtyku i Morzu Północnym.
W 2006 kpt. Paweł Dąbrowski za rejs Copernicusem z Norwegii, wokół Islandii, z przekroczeniem północnego koła podbiegunowego otrzymał honorowe wyróżnienie nagrody Rejs Roku.
25 stycznia 2018 roku, podczas konferencji w Yacht Klubie Stal Gdynia ogłoszono start Copernicusa w Wyścigu Legend Volvo Ocean Race. Do Wyścigu Legend Volvo Ocean Race przystąpią także inne jednostki, które w poprzednich latach brały udział w regatach wokółziemskich. 